# Svínoy, Svínoy
Svínoy (IPA: [ˈsvʊinɪ], danska: Svinø) är en by på ön Svínoy på Färöarna. Orten var centralort i den tidigare kommunen Svínoys kommun, men tillhör sedan en kommunreform Klaksvíks kommun. Svínoy var också den enda orten i den tidigare kommunen. Byn hade vid folkräkningen 2015 totalt 27 invånare.

## Befolkningsutveckling
| Befolkningsutvecklingen i Svínoy 1985–2015 | Befolkningsutvecklingen i Svínoy 1985–2015 | Befolkningsutvecklingen i Svínoy 1985–2015 | Befolkningsutvecklingen i Svínoy 1985–2015 | Befolkningsutvecklingen i Svínoy 1985–2015 |
| ------------------------------------------ | ------------------------------------------ | ------------------------------------------ | ------------------------------------------ | ------------------------------------------ |
|                                            |                                            |                                            |                                            |                                            |
| År                                         |                                            |                                            | Folkmängd                                  |                                            |
| 1985                                       | 1985                                       |                                            | 63                                         |                                            |
| 1990                                       | 1990                                       |                                            | 57                                         |                                            |
| 1995                                       | 1995                                       |                                            | 65                                         |                                            |
| 2000                                       | 2000                                       |                                            | 62                                         |                                            |
| 2005                                       | 2005                                       |                                            | 53                                         |                                            |
| 2010                                       | 2010                                       |                                            | 39                                         |                                            |
| 2015                                       | 2015                                       |                                            | 27                                         |                                            |
|                                            |                                            |                                            |                                            |                                            |